# 알칼라데로스가술레스
알칼라데로스가술레스(Alcalá de los Gazules)는 스페인 안달루시아 지방의 주인 카디스주의 도시로, 인구는 5,660명(2008년 기준), 면적은 479.59km2이다.

## 인구
| 연도              | 인구  | ±%    |
| ----------------- | ----- | ----- |
| 1999              | 5,575 | —     |
| 2000              | 5,563 | −0.2% |
| 2001              | 5,596 | +0.6% |
| 2002              | 5,565 | −0.6% |
| 2003              | 5,491 | −1.3% |
| 2004              | 5,590 | +1.8% |
| 2005              | 5,633 | +0.8% |
| 출처: INE (Spain) |       |       |

## 갤러리

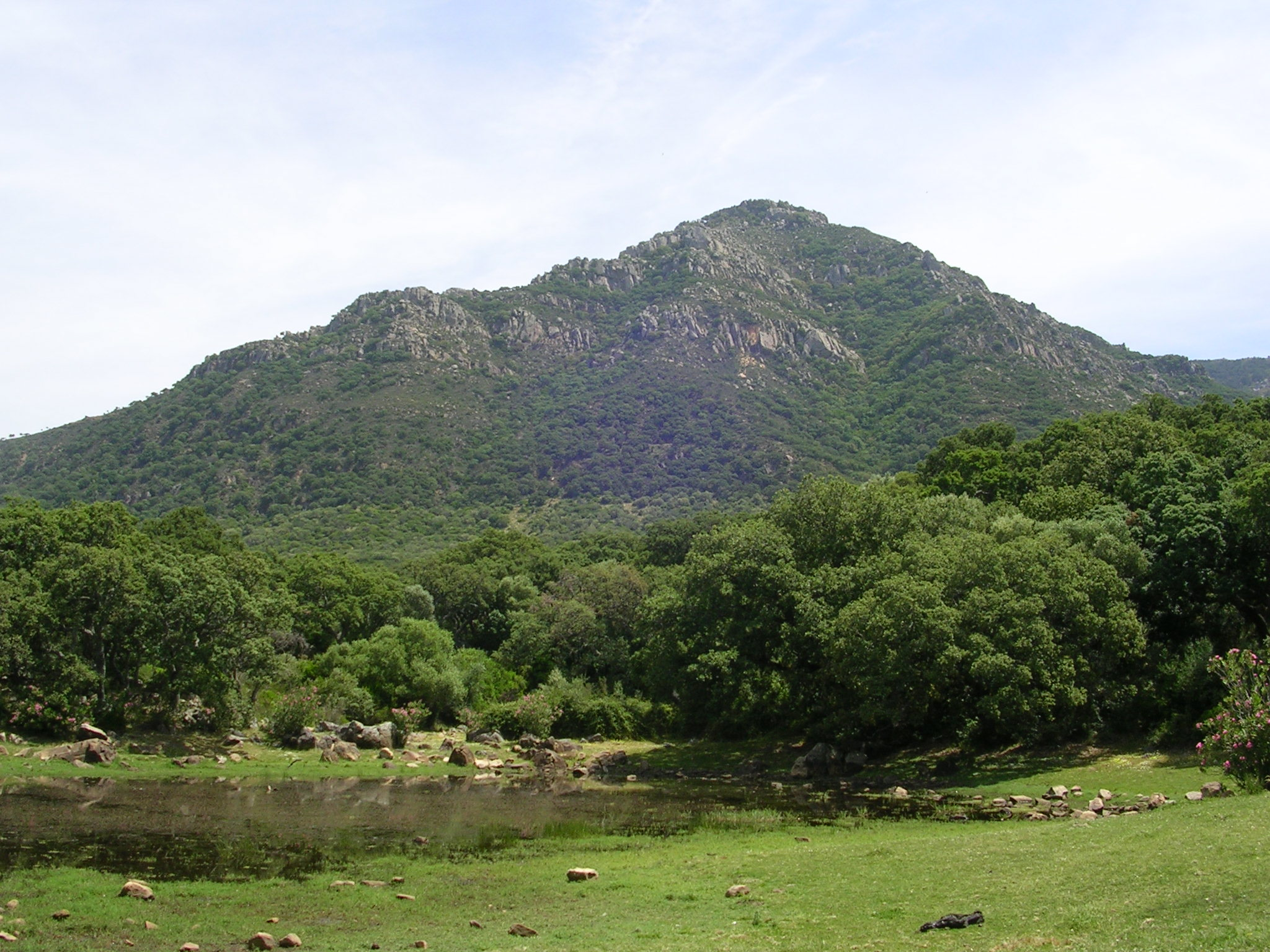
로스알코르노칼레스 국립공원
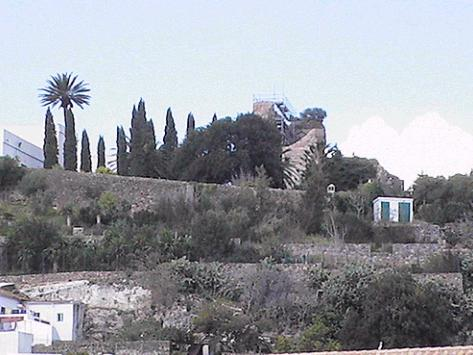
성곽
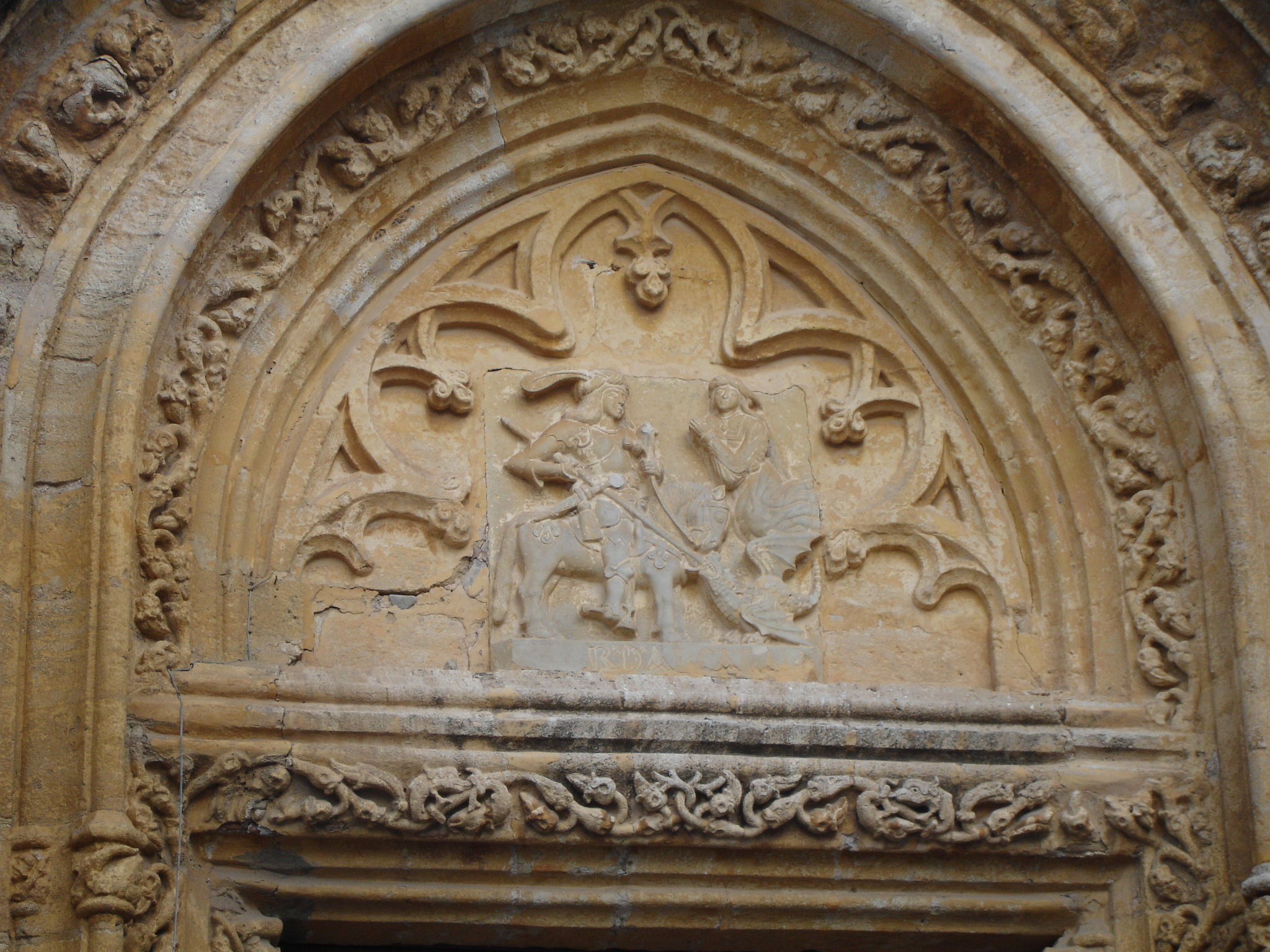
교회
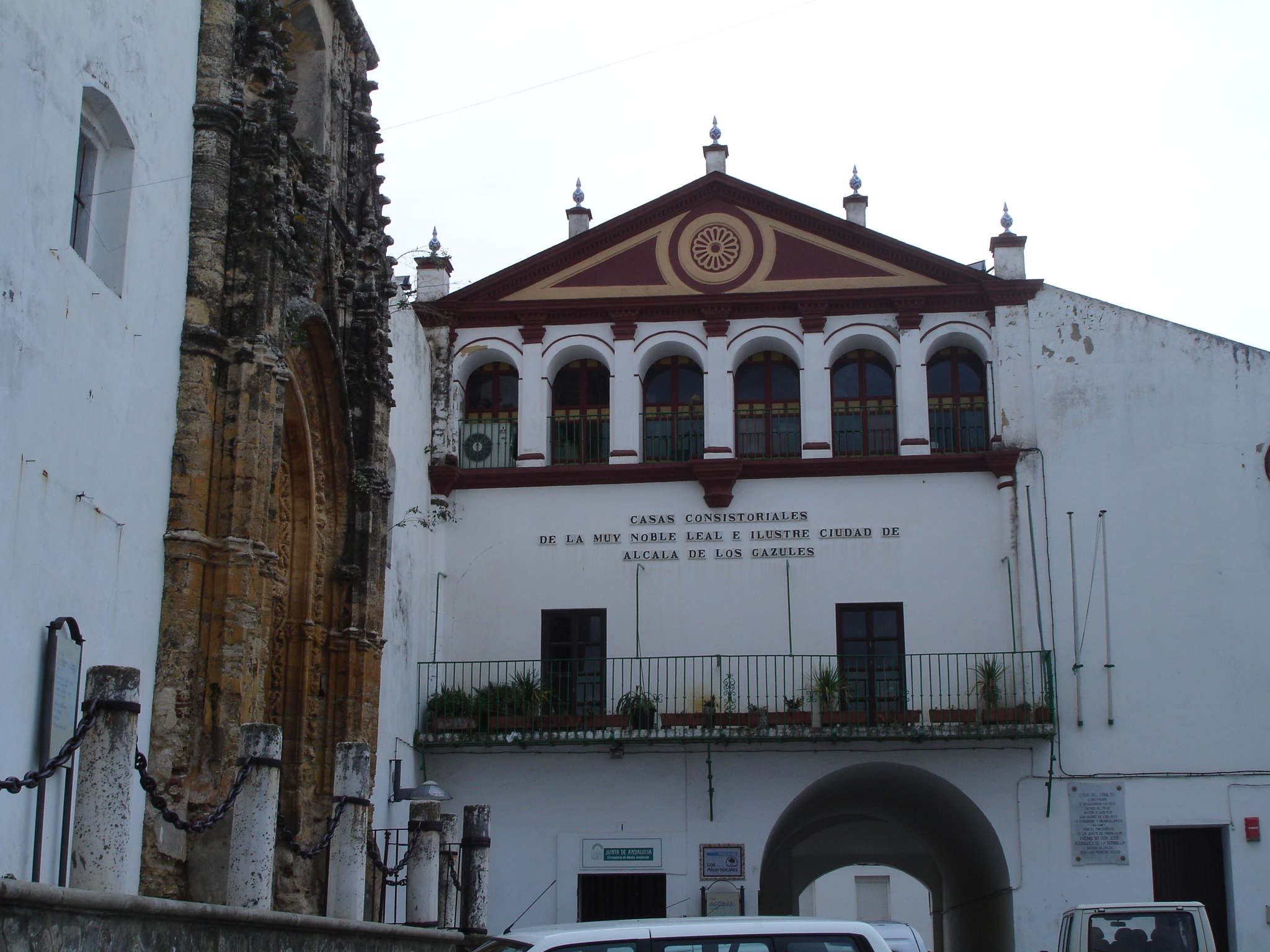
옛 시청사